# Шилешки
Шилешки (на хърватски: Šilješki) е село в Хърватия, разположено в община Конавле, Дубровнишко-неретванска жупания. Намира се на 475 метра надморска височина. Населението му според преброяването през 2011 г. е 22 души. При преброяването на населението през 1991 г. има 36 жители, от тях 36 (100,00 %) хървати.

## Население
Численост на населението според преброяванията през годините:
- 1857 – 60 души
- 1869 – 66 души
- 1880 – 72 души
- 1890 – 65 души
- 1900 – 67 души
- 1910 – 74 души
- 1921 – 51 души
- 1931 – 68 души
- 1948 – 65 души
- 1953 – 63 души
- 1961 – 62 души
- 1971 – 48 души
- 1981 – 31 души
- 1991 – 36 души
- 2001 – 24 души
- 2011 – 22 души